# Joan Jones
Joan Elizabeth Jones (* 25. Oktober 1948) ist eine australische Badmintonspielerin.

## Karriere
Joan Jones nahm 1974 und 1978 an den Commonwealth Games teil. Als bestes Ergebnis erreichte sie bei ihren sieben Einzel- und Mannschaftsstarts Rang fünf im Mixed 1978. 1971, 1972, 1973 und 1974 siegte sie bei den Victoria International. In der Whyte Trophy startete sie 1971 und 1975.